# مریم مجیدی
مریم مجیدی (زاده ۱۳۵۹ خ. / ۱۹۸۰ م. در تهران) رمان‌نویس ایرانی-فرانسوی است که به خاطر نگارش رمان «مارکس و عروسک» (Marx et la poupée) برنده جایزه گنکور سال ۲۰۱۷ شده‌است.

## زندگی
مریم مجیدی در سال ۱۳۵۹ در تهران به دنیا آمد. او شش ساله بود که همراه خانواده‌اش که تمایلات سیاسی چپ کمونیستی داشتند ایران را ترک کرد و به فرانسه رفت. آنها مدتی در پاریس زندگی کردند و سپس به درانسی از حومه‌های نسبتاً پرجمعیت شمال پاریس رفتند.
مریم مجیدی پس از تحصیل در فرانسه، کار آموزش زبان را با تدریس زبان فرانسه به دانش‌آموزان حومه پاریس آغاز کرد و اکنون نیز به آموزش زبان به کودکان خارجی مشغول است.
او وقتی ۲۲ ساله بود، برای اولین بار به ایران بازگشت تا ضمن «آشتی» با زادگاهش، زبان فارسی خود را نیز تقویت کند. او همچنین چهار سال در پکن و دو سال در استانبول زندگی کرده‌است.
مریم مجیدی نوشتن را از نوجوانی آغاز کرد اما از او تاکنون فقط رمان «مارکس و عروسک» منتشر شده‌است. این رمان که در واقع زندگی واقعی خود نویسنده است
توسط انتشارات «لونوول آتیلا» در زمستان ۲۰۱۶ در ۲۰۸ صفحه منتشر شده و علاوه بر «جایزه گنکور اولین رمان»، با استقبال رسانه‌های فرانسه نیز مواجه شده‌است.